# 지달승
지달승(1919년 - 2003년, 대한민국 충청북도 단양군 출생)은 조선민주주의인민공화국의 화가이다.

## 경력
지달승은 1919년 12월 25일 충청북도 단양군 영춘면 상리에서 출생하였다. 1942년 도쿄 니혼미술학교 서양화과를 졸업하였으며 재학 중에 일본 국전에 입상하였다. 1943년이후 서울에서 영화미술가로 활동하다가 1950년 6.25 전쟁때 월북하였으며 1951년-1996년 평양미술대학 교수와 학장으로 활동하였고 1997년이후 송화미술원 창작가로 활동하였다. 가족관계로는 '지순희'(공훈예술가, 평양미술대학 교수)의 부친이다. 조선민주주의인민공화국 예술인들의 최고 영예인 인민 예술가 칭호를 받았다. 지달승은2003년에 지병으로 별세한 것으로 알려져 있다.